# Belfast Telegraph

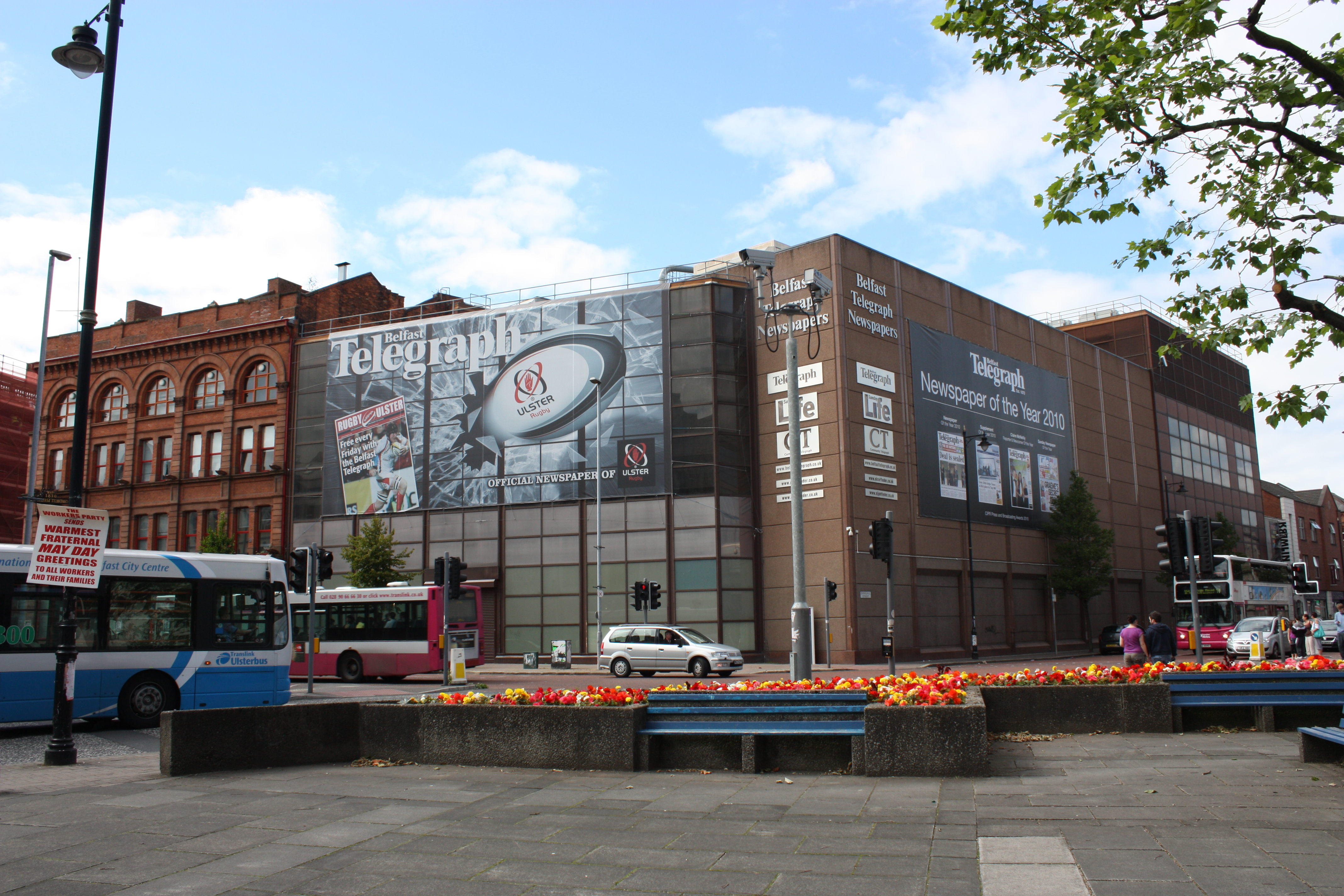
Escritórios do Belfast Telegraph, julho de 2010

O Belfast Telegraph é um jornal diário publicado em Belfast, Irlanda do Norte, pela Independent News & Media. Refletindo sua tradição sindicalista, o jornal foi historicamente "favorecido pela população protestante", ao mesmo tempo em que era lido nas comunidades nacionalistas católicas da Irlanda do Norte.

## História
Foi publicado pela primeira vez como Belfast Evening Telegraph em 1 de setembro de 1870 pelos irmãos William e George Baird. Sua primeira edição custou meio centavo e chegou a quatro páginas, cobrindo a Guerra Franco-Prussiana e notícias locais.
A edição noturna do jornal era originalmente chamada de "Sexta Tarde", e "Sexta Tarde Tele" era um grito familiar feito por vendedores no Centro da Cidade de Belfast no passado.
Seus concorrentes são The News Letter e The Irish News, mas as edições locais dos tops vermelhos de Londres também competem neste mercado, vendendo a um preço mais barato que o 'Tele'.
O Belfast Telegraph era inteiramente informativo até 19 de fevereiro de 2005, quando a edição da manhã de sábado foi introduzida e todas as edições de sábado foram convertidas em compactas. A manhã do dia da semana, a Compact Edition foi lançada em 22 de março de 2005.
Em 2015, o Telegraph lançou o suplemento da revista Family Life.
O jornal agora publica duas edições diárias, a edição final do Belfast Telegraph e o North West Telegraph, que é distribuído em Derry.
A circulação diminuiu nos últimos anos, de 109.571 para o período de julho a dezembro de 2002 para 36.403 no mesmo período em 2017 e 33.951 até o final de 2018. Isso havia diminuído para 32.538 no primeiro semestre de 2019.

## Prêmios
O Belfast Telegraph foi nomeado como Melhor Jornal Regional do Reino Unido do Ano de 2012 pelo Society of Editors Regional Press Awards.